# Avian metapneumovirus
Avian metapneumovirus (aMPV) là một loại virus gây ra nhiều hội chứng bệnh lý khác nhau ở gia cầm và là một trong những nguyên nhân gây bệnh hô hấp phức hợp trên gà tây. Mức độ ảnh hưởng của virus phụ thuộc vào loài chim và kiểu gen của nó (A, B, C hoặc D). Loại virus này xuất hiện lần đầu tiên tại Nam Phi vào năm 1978 và từ đó đã lây lan ra khắp thế giới, ngoại trừ Úc.

## References
1. ↑  Fauquet, C.; Mayo, M.A.; Maniloff, J.; Desselberger, U.; Ball, L.A. biên tập (2005). Virus taxonomy: Eighth Report of the International Committee on Taxonomy of Viruses (PDF). Elsevier Academic Press. tr. 666 – qua ITCV.
2. ↑  Md Zulfekar Ali (2017). Avian Pneumovirus (APV) (Bản báo cáo). doi:10.13140/RG.2.2.22102.65602.
3. ↑  “Phân tích trình tự gen mã hóa glycoprotein của Avian Metapneumovirus phát hiện được ở một số cơ sở chăn nuôi gà tại miền Bắc”. nsti.vista.gov.vn. Truy cập ngày 1 tháng 3 năm 2025.
4. ↑  Lee, Eun ho; Song, Min-Suk; Shin, Jin-Young; Lee, Young-Min; Kim, Chul-Joong; Lee, Young Sik; Kim, Hyunggee; Choi, Young Ki (1 tháng 9 năm 2007). “Genetic characterization of avian metapneumovirus subtype C isolated from pheasants in a live bird market”. Virus Research. 128 (1): 18–25. doi:10.1016/j.virusres.2007.03.029. ISSN 0168-1702. PMID 17485129.